# Torfhäutchenpilz
Der Torfhäutchenpilz (Athelia turficola) ist eine Ständerpilzart aus der Familie der Gewebehautverwandten (Atheliaceae). Sie bildet resupinate, weißliche und häutchenartige Fruchtkörper auf Torf, Mulch und anderen Gartensubstraten aus. Die Verbreitung der Art umfasst den Nordwesten Deutschlands. Ihre Anamorphe ist unter dem Namen Burgoa turficola bekannt.

## Merkmale

### Makroskopische Merkmale
der Torfhäutchenpilz bildet wie alle Arten der Gewebehäute (Athelia) dünne Fruchtkörper mit glattem Hymenium und ausdünnenden Rändern aus. Sie sind jung weiß, später cremefarben gefärbt und lassen sich leicht vom Substrat ablösen.

### Mikroskopische Merkmale
der Torfhäutchenpilz besitzt eine für Gewebehäute typische monomitisch Hyphenstruktur, das heißt, er besitzt lediglich generative Hyphen, die dem Wachstum des Fruchtkörpers dienen. Die Hyphen sind hyalin und dünn- bis leicht dickwandig. Sie besitzen häufig Schnallen und sind 3–5 µm breit. Die Art verfügt nicht über Zystiden. Ihre Basidien sind annähernd zylindrisch bis keulenförmig und 20–25 × 7–9 µm groß. An der Basis sind sie stets beschnallt. Sie besitzen vier, selten zwei Sterigmata. Die Sporen des Pilzes sind rundlich-kugelig geformt, 5–6 × 4–6 µm groß, glatt und dünnwandig sowie hyalin.

## Verbreitung
Die bekannte Verbreitung des Torfhäutchenpilzes beschränkt sich mit den Bundesländern Niedersachsen und Nordrhein-Westfalen auf den Nordwesten Deutschlands.

## Ökologie
Der Torfhäutchenpilz ist ein Saprobiont, der Gartensubstrate wie Torf oder seltener auch Rindenmulch besiedelt.